# Градска већница Љубљане
Градска већница Љубљане (словен. Ljubljanska mestna hiša, позната и као Ljubljanski rotovž или једноставно Rotovž или Magistrat) је градска кућа у Љубљани, главном граду Словеније, седиште Градске општине Љубљана. Налази се на Градском тргу у центру града у близини Љубљанске катедрале.
Оригинална зграда је изграђена у готичком стилу 1484. године, вероватно у складу са плановима крањског градитеља Петера Безлаја. Између 1717. и 1719. године , зграда је претрпела барокну обнову са венецијанском инспирацијом градитеља Грегора Мачека, старијег, који је градио на основу планова италијанског архитекте Карла Мартинузија (Carlo Martinuzzi) и према сопственим плановима (забат напред, лођа и троделно степениште). Средином 1920-их, на улазу у Скупштину постављен је споменик српском и првом југословенском краљу Петру I. Споменик, који је пројектовао архитекта Јоже Плечник, уклоњен је и уништен од стране фашистичких италијанских окупационих власти Љубљанске покрајине у априлу 1941. године.
Иза градске већнице стоји реплика барокне Робове фонтане, дело Франческа Роба. Оригинално дело, завршено 1751. године, чува се у Националној галерији.